# ベナンの鉄道
ベナンの鉄道では、ベナンにおける鉄道について記す。

## 現状
ベナンには、総延長578kmの単線、軌間 1,000 mm(3 ft 3 3⁄8 in) （メーターゲージ）の鉄道路線がある。2009年現在、隣国との接続はなされていない。隣国の一つであるニジェールには鉄道自体がなく、他の隣国であるナイジェリア、トーゴ、ブルキナファソには鉄道網があるが、ベナンとは接続されていない状況である。2006年、インドは、ニジェール、ブルキナファソとの接続を企画した。ベナンは、アフリカレール（アフリカ鉄道プロジェクト）に参加する予定である。

## 鉄道史

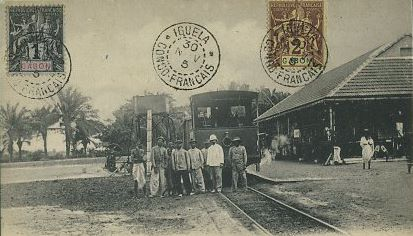
ウィダー駅の蒸気機関車

ベナンの鉄道はフランスがこの地を征服し始めた1900年頃に建設が開始され、フランス領ダホメとして植民地統治を開始した2年後の1906年にコトヌーの港とウィダーの間で「ダホメー鉄道フランス会社（仏語：Compagnie Française des Chemins de Fer du Dahomey）」により運行を開始した。1930年に国有化した。メーターゲージの軌道で47kmの距離であった。1936年にパラクーまで延長し437kmとなり、北部線と呼ばれるようになった。現在でも全線稼働中である。

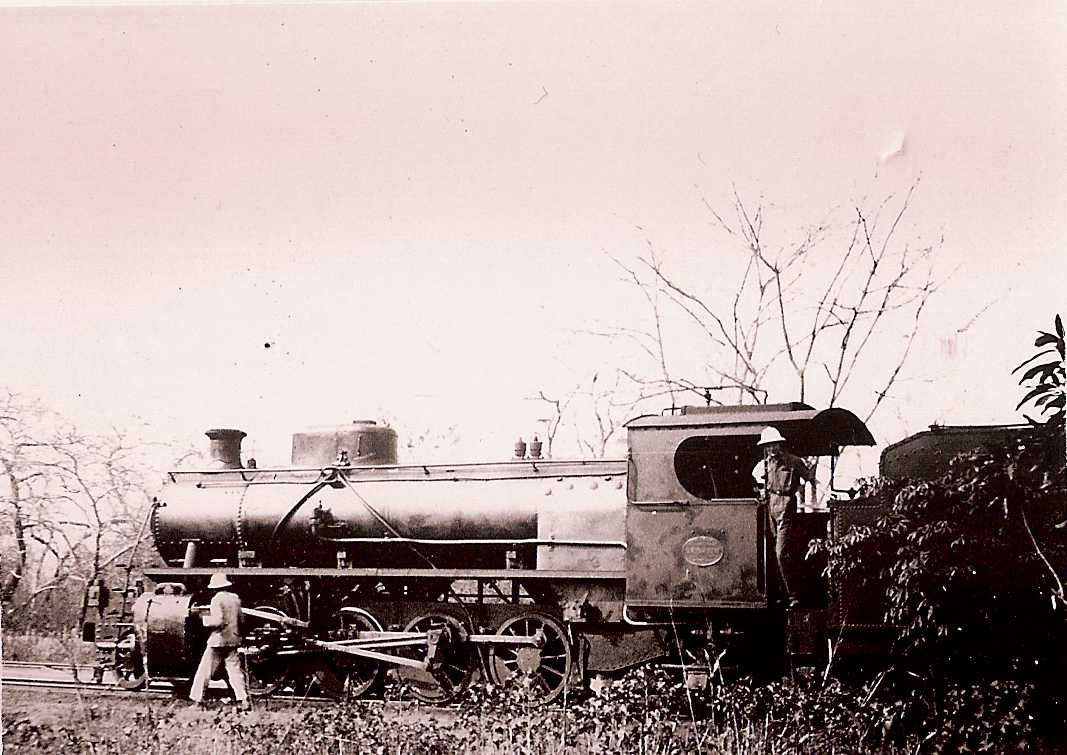
1932年の運行中の蒸気機関車

コトヌーからポベへの東部支線の107kmは「ポルトノボ - ポベ鉄道（仏語：Chemin de Fer de Porto Novo à Pobé）」により建設され、1907年から1912年の間に段階的に開業し、この支線は後に東部線と呼ばれた。この東部線は、貨物線として使用しているコトヌーからポルトノボ（全線の約1/4）を除き1990年に閉鎖されたが、1999年に旅客事業を再開し、そして再び停止した。
北部線のパウからセグボルエの33km路線（西部線）もダホメー鉄道フランス会社により建設され北部線開業の後まもなく開業した。西部線は現在も存在するが、1990年代に旅客事業が中断してから、使用されていない。
1930年に国有化された路線はその後、1959年からはニジェール政府と共同設立したダオメ－・ニジェール鉄道輸送共同体 (仏語：Organisation Commune Bénin-Niger des Chemins de Fer et des Transports、略称：OCBN)が運営していた。2015年にOCBNはフランスのボロレグループの出資によりベナン鉄道(Bénirail)へと改組され、ベナン・ニジェール鉄道輸送共同体は消滅した。

## 事業者
- ベナン・ニジェール鉄道輸送共同体 (OCBN)
- ベナン鉄道(Bénirail)

## 隣接国との鉄道接続状況
- トーゴ - 接続なし
- ブルキナファソ - 接続なし
- ニジェール - 接続なし
- ナイジェリア - 接続なし